# Pooh Shiesty
Lontrell Donell Williams, Jr. (Memphis, Tennessee, 8 de noviembre de 1999), conocido por su nombre artístico Pooh Shiesty, es un rapero estadounidense de Memphis, Tennessee. Firmó con 1017 Records de Gucci Mane, un sello de Atlantic Records en 2020.
Saltó a la fama tras sus colaboraciones con el fundador y sus compañeros del sello. Ese mismo año, su sencillo «Back in Blood» (con Lil Durk) alcanzó el puesto número 13 en el Billboard Hot 100. Precedió al lanzamiento de su mixtape comercial debut «Shiesty Season» (2021), que alcanzó el puesto número tres en el Billboard 200. Su nombre artístico se lo puso su difunto hermano, quien adaptó su apodo de infancia «Mr. Pooh» con el término del argot vernáculo shiesty, referencial de su estilo de vida.

## Biografía
Williams es de Memphis, Tennessee, y creció en Cane Creek Apartments en el lado sur. Vivió en Pflugerville, Texas, durante dos años. Cuando regresó a Memphis, asistió a la escuela de verano para poder graduarse de la escuela secundaria. Comenzó a centrarse en la música a los 18 años.

## Carrera musical
Pooh Shiesty comenzó su carrera con su sencillo debut, «Hell Night» con el rapero Big30, que se lanzó el 15 de marzo de 2019, seguido del vídeo musical oficial el 19 de febrero de 2020.

### Influencias artísticas
Pooh Shiesty está influenciado por Chief Keef, Gucci Mane, Kodak Black y Lil Wayne. Escuchó a Lil Wayne durante más tiempo y es el más influenciado por él.

## Asuntos legales

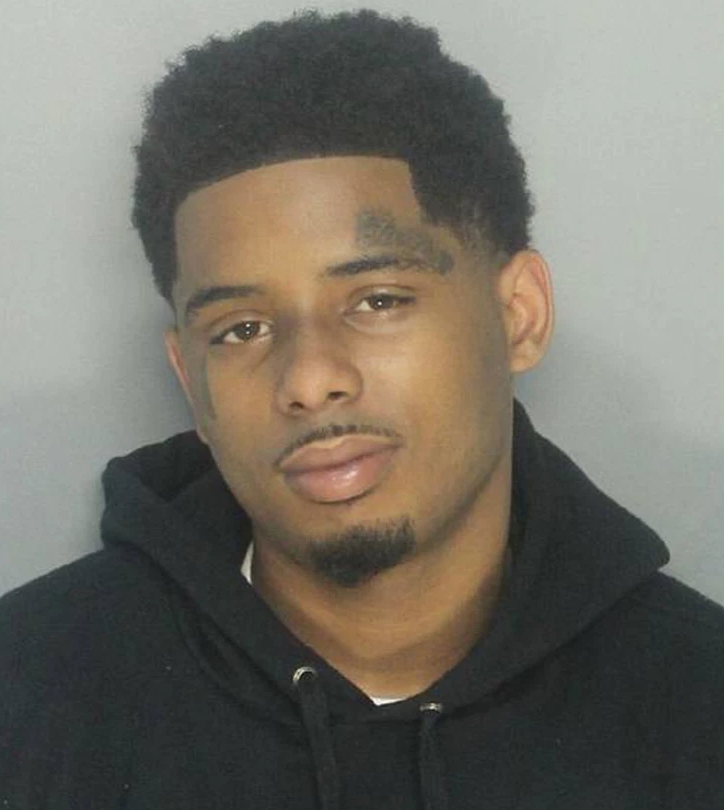
Foto policial de Williams en junio de 2021 tras su arresto en Miami-Dade

El 13 de octubre de 2020, Williams fue arrestado en relación con un tiroteo en Bay Harbor Islands, Florida. Se enfrentó a varios cargos, entre ellos robo a mano armada, asalto agravado, agresión y robo criminal. Fue puesto en libertad el mismo día de su detención.[cita requerida]
El 9 de junio de 2021, Williams fue arrestado nuevamente, esta vez en relación con un tiroteo en un club de striptease en el noroeste de Miami-Dade. Williams fue detenido sin derecho a fianza y permaneció en la cárcel, a pesar de que la víctima del tiroteo se retractó. El 29 de junio, fue acusado por el robo de Bay Harbor Islands.
y el 8 de julio el juez federal ordenó su detención sin derecho a fianza, a la espera de juicio.
El 20 de abril de 2022, Williams fue condenado a 5 años y 3 meses de prisión.
El 4 de enero de 2022, Williams se declaró culpable de cargos federales de conspiración; Se enfrentaba a una pena de hasta 8 años de prisión.

## Premios y nominaciones
| Premio             | Año  | Categoría                      | Resultado | Ref.   |
| ------------------ | ---- | ------------------------------ | --------- | ------ |
| BET Hip Hop Awards | 2021 | Mejor Nuevo Artista de Hip Hop | Nominado  | [ 15 ] |